# Кошовое (Лоевский район)
Кошовое (бел. Кашовае) — посёлок в Страдубском сельсовете Лоевского района Гомельской области Беларуси.
На востоке граничит с лесом.

## География

### Расположение
В 11 км на север от Лоева, 52 км от железнодорожной станции Речица (на линии Гомель — Калинковичи), 69 км от Гомеля.

### Гидрография
На западе мелиоративные каналы, соединённые с рекой Днепр.

## Транспортная сеть
Транспортные связи по просёлочной, затем автомобильной дороге Лоев — Речица. Планировка состоит из короткой прямолинейной меридиональной улицы, застроенной двусторонне, деревянными крестьянскими усадьбами.

## История
Основан в 1920-х годах на бывших помещичьих землях переселенцами из соседних деревень. В 1932 году жители вступили в колхоз. Во время Великой Отечественной войны оккупанты сожгли в 1943 году 78 дворов и убили 3 жителей. В боях за деревню и окрестности в октябре 1943 года погибли 47 советских солдат и партизан (похоронены в братской могиле на северной окраине). Согласно переписи 1959 года в составе совхоза Днепровский (центр — деревня Переделка). Действовало отделение связи. До 31 декабря 2009 года в составе Переделковского сельсовета.

## Население

### Численность
- 1999 год — 34 хозяйства, 54 жителя.

### Динамика
- 1940 год — 80 дворов 389 жителей.
- 1959 год — 314 жителей (согласно переписи).
- 1999 год — 34 хозяйства, 54 жителя.